# Герб комуни Умео

Герб на гравюрі Умео (біля 1700 р.)

Герб комуни Умео (швед. Umeå kommunvapen) — символ шведської адміністративно-територіальної одиниці місцевого самоврядування комуни Умео. 

## Історія
У привілеї 1646 року король Густав ІІ Адольф дозволив місту користуватися печаткою з зображенням трьох оленячих голів. Уточнене зображення герба місто Умео отримало королівським затвердженням 1947 року. З 1974 року вживається як герб комуни, який було зареєстровано 1979 року. 
Після адміністративно-територіальної реформи, проведеної в Швеції на початку 1970-х років, муніципальні герби стали використовуватися лишень комунами. Тому тепер цей герб представляє комуну Умео, а не місто.

## Опис (блазон)
У синьому полі три срібні голови північного оленя з червоними рогами і язиками, дві над однією.

## Зміст
Північний олень символізує місцеву фауну.